# Jahyanai
Jahyanai, de son vrai nom Wendy Torvic, également connu sous le nom de Jahyanaï King, né le 23 septembre 1991 à Macouria en Guyane est un auteur-compositeur-interprète et producteur français. Il se fait connaître en 2012 avec le single Bubblin. Jahyanai obtient les prix de Chanson de l'année et de Révélation masculine de l'année aux Hit Lokal Awards. En 2013, il est lauréat des prix de Chanson de l'année et de meilleur interprète masculin aux Lindor de la musique guyanaise. Jahyanai mêle sonorités urbaines, ragga, dancehall et reggae et produit plusieurs artistes dont Bamby. Entre 2017 et 2020, il chante en duo avec Bamby sur les singles Real Wifey, Who Mad Again, Run di place et Bag a gyal. En 2018, la chanson Who mad again est certifiée single d'or par le Snep. En 2020, il est signé chez Sony/ATV Music Publishing France.

## Biographie
Né le 23 septembre 1991 en Guyane, Wendy Torvic grandit dans la commune de Macouria. Il commence à enregistrer ses premières chansons entre 14 et 15 ans et débute dans le milieu underground. Avec des amis de son quartier, il utilise le logiciel acid et décide de créer ses premières chansons. Avec l'arrivée des téléphones portables, la chanson est très partagée par les jeunes guyanais. Dès 2005, Jahyanai crée plusieurs maquettes de musique. Il intègre l'écurie South American Soldiers Prodfta a (Sas Prod). En 2006, Jahyanai fait la rencontre de Gifta. L'association avec Gifta mène aux chansons Six Thirty, Baddam Sadam Raddam ou Enjoy Your Life. Par la suite, Jahyanai rejoint le collectif Stereo Sonic. Parti en France hexagonale, Jahyanaï enregistre les chansons Fanm guyanaise et Thank You Mama en featuring avec sa sœur Lionqueen. Ce sont les deux premières chansons de Jahyanai qui sont diffusées sur les radios locales dont les ondes de NRJ Guyane.
En 2008, Jahyanai sort les chansons « Rété fô » et « Je sais que t'en a envie ». En 2009, il sort la webtape Solid As A Rock. En 2010, Jahyanaï fait sa première scène en France hexagonale dans un showcase antillo-guyanais. Lors d'un passage en Guyane, il revient avec la chanson « Pa Guin Regrets » qui est le premier clip de Jahyanaï à passer sur Trace Urban. En 2011, Jahyanai fait plusieurs scènes dont la première édition du One Love Festival à Kourou, organisée et présidée par le footballeur français Florent Malouda. Jahyanaï partage ainsi la scène avec des artistes internationaux tels que Wyclef Jean, Jah Cure, Beres Hammond. En 2011, Jahyanaï promotionne le clip de la chanson « Normal ki nou rude » qui devient selon des médias guyanais l'hymne guyanaise.
En parallèle, il sort une chanson « A To Ka Bay » sur une production de DJ Viv en featuring avec Pompis et Valiente. Le clip est également promotionné par la chaîne de télévision Trace Urban. En 2012, Jahyanaï effectue plusieurs showcases aux Antilles, en Guadeloupe, Martinique, à Paris, Lyon et se produit à Bordeaux lors du carnaval de Bordeaux. Jahyanaï devient son propre producteur. Jahyanai apparait sur la compilation Caribbean Elite. Il apparaît aux côtés d'artistes originaires de la Caraïbe tels que Admiral T, Kalash, Saël, Krys, G-Whizz ou Kim Hamilton. En 2015, Jahyanai décide de produire Bamby et de réaliser leur premier clip en duo. Ils sortent la chanson Real Wifey en 2015 et en 2016 le titre Run di place. En 2018, leur chanson Who mad again devient la chanson la plus shazamée avec la première place du Top 100 Shazam France. Who mad again est certifiée single d'or par le Snep. Jahyanai et Bamby s'associent avec Mr Eazi et Dj Battle sur la chanson Control. Dès 2018, Jahyanaï est présent sur des albums collaboratifs et des compilations estivales. Cette année la, il sort notamment son single « Dweet So », composé par Alvin Brown Beats. En 2019, il est signé chez Sony Records.
En mars 2021, il sort sa première mixtape Tsunami composée de 13 morceaux qui contient des featurings avec Timal, S.Pri Noir, Meryl, Dopebwoy, T-Matt et Zépek.
Son premier album studio, Trafic Inter, est prévu pour le 11 novembre 2022,.

## Tournées
Jahyanai crée le Rude King Tour, à travers lequel il performe en Guyane, en France, au Canada, à Montréal. L'artiste apparait lors de shows dans la Caraïbe, à l'Ile Maurice, à la Réunion, en Espagne, Pologne, Belgique, Allemagne ou en Israël.
En 2019, Jahyanai est présent au festival Bomboclat en Belgique et au Trace Fest en Afrique du Sud.

## Récompenses
- 2012 :
  - Hit Lokal Awards : Chanson de l'année
  - Hit Lokal Awards : Révélation de l'année

- 2013 :
  - Lindor de l'artiste interprète masculin de l'année
  - Lindor de la chanson de l'année
- 2018 :
  - Hit Lokal Awards : Collaboration dancehall de l'année

## Discographie

### Albums
- 2022 : Trafic Inter

### Mixtapes
- 2021 : Tsunami

### EP's
- 2024 : Ganyen (avec R Dydy)

### Singles
- 2012 : Bubblin
- 2013 : I pa mélé
- 2014 : Million
- 2015 : Real Wifey (feat. Bamby)
- 2015 : Fix Up (feat. Bamby)
- 2016 : All Eyes on Me (feat Niska)
- 2016 : Pumpaction
- 2016 : Run di place (feat Bamby)
- 2017 : Who Mad Again (feat. Bamby)
- 2018 : Dweet So (composé par Alvin Brown Beats)
- 2019 : Bruk It Off
- 2019 : Pussy Good
- 2019 : Bag a Gyal (feat. Bamby)
- 2019 : Sa to ka wè
- 2020 : Back Again
- 2020 : Pa a Demi
- 2020 : Vitamine
- 2020 : Numero Uno (feat. Meryl)

### Collaborations
- 2014 : Top Shotta de Keros-N feat. Jahyanai
- 2015 : Ragots de Fanny J feat. Jahyanai
- 2017 : Bunny de Myssa More feat. Jahyanai
- 2018 : Take Control de DJ Battle feat. Jahyanai, Bamby & Mr Eazi
- 2018 : Équilibré de  KeBlack feat. Naza, Jahyanai & Bamby
- 2019 : TT de Driks feat. Jahyanai
- 2019 : Empire de Dj Babs feat. Bamby & Jahyanai
- 2020 : Ça me dérange (IzyBeats Remix) de Poupie feat. Jahyanai
- 2021 : Medusa (West Indies Remix) de H Magnum feat. Gims, Jahyanai & Bamby
- 2021 : Étoile de The S feat. Jahyanai
- 2022 : Compagnie de Still Fresh feat. Jahyanai
- 2022 : Comfort Zone de Lu City feat. Jahyanai
- 2023 : Cock Up de Blaiz Fayah feat. Jahyanai & Dj Glad
- 2023 : Bam Bam de King Serenity feat. Jahyanai & SenSey'
- 2023 : Bruk Out de Gold Up feat. Jahyanai & Leftside
- 2024 : Bad Mood de Curtis Kane feat. Jahyanai
- 2024 : Bruk Up de Kybba feat. Jahyanai, Hayves & Limitlezz
- 2024 : Higher Life (Remix) de Kranium feat. Jahyanai & Chronic Law
- 2024 : Bubble It de Vybz Kartel feat. Jahyanai, Dj Lub's & Maureen